# Ортенберг (Гессен)
Ортенберг (нем. Ortenberg) — город в Германии, в земле Гессен. Подчинён административному округу Дармштадт. Входит в состав района Веттерау. Население составляет 9016 человек (на 31 декабря 2010 года). Занимает площадь 54,70 км². Официальный код — 06 4 40 019.
Город подразделяется на 10 городских районов.